# باکوئل
باکوئل (به فرانسوی: Bacouël) یک کمون (فرانسه) در فرانسه است که در canton of Breteuil واقع شده‌است. باکوئل ۵٫۴۸ کیلومتر مربع مساحت دارد.